# 高塚わかば幼稚園
高塚わかば幼稚園（たかつかわかばようちえん）は、千葉県松戸市高塚新田にある私立幼稚園。

## 教育方針
わかば幼稚園の教育目標
1. あかるく、すなおで、のびのびした子ども
2. 表現力のよい子ども
3. 情操ゆたかな、規律正しい子ども

保育の特色
1. ピアジェ教育を取り入れた「めざましあそび」
2. 母語話者による「英語あそび」
3. 音感を伸ばすための「音楽活動」
4. 丈夫なからだづくりのための「体操あそび」
5. 心身の落ち着きを育てる「茶道教室」

## 交通アクセス
- JR市川大野駅より徒歩10分
- 京成バス「高塚新田入口」より徒歩5分